# 君の声が聞こえる
『君の声が聞こえる』（朝: 너의 목소리가 들려）は、2013年6月5日から2013年8月1日までSBS放送されていた大韓民国のテレビドラマである。全18話。

## 概要
父の死がきっかけで人の心が読めるようになった少年スハ（イ・ジョンソク）。スハの父が殺される現場を見てしまった少女ヘソン（キム・ソヒョン）。10年後、高校生になったスハと、弁護士になったヘソン（イ・ボヨン）は偶然再会し、また、スハの父を殺した犯人が仮釈放されて、再び2人は10年前の事件に巻き込まれていく。

## 出演

### 主要人物
チャン・ヘソン：イ・ボヨン  -（白川万紗子）（高校時代：キム・ソヒョン）毒気に溢れ、やる気のない国選弁護士。人と関わることが嫌いで友達もいない。人の心が読めるスハの協力で事件を解決し、心境が変化していく。
パク・スハ：イ・ジョンソク -（菅野英樹）
人の目を見るだけで心が読めてしまう能力を持つ。10年前、父を殺した犯人を有罪にするために証言してくれたヘソンを生涯守ると心に誓う。
チャ・グァヌ：ユン・サンヒョン  -（高橋広樹） 
ヘソンの同僚で、元警察官の国選弁護士。優しく熱い心を持ち、独自の弁護活動で貧しい被告人の無罪を証明するために奔走する。
ソ・ドヨン：イ・ダヒ  -（竹内夕己美）
ヘソンの高校の同級生で有能な検事。ヘソンと共にスハの父殺害事件を目撃するが、恐怖のあまり証言せず逃げ出した。

### 周辺人物
シン・サンドク：ユン・ジュサン  -（宮崎敦吉）
ヘソンとグァヌの上司で、４０年の経歴を持つベテラン国選弁護士。
チェ・ユチャン：チェ・ソンジュン
ヘソンの事務所で働く、数多くの判例を知る有能な事務員。
オ・チュンシム：キム・ヘスク  -（磯辺万沙子）
家政婦として働きながら、女手ひとつでヘソンを育てた強く優しい母。
コ・ソンビン：キム・ガウン  -（西島麻紘）
スハのクラスメート。殺人未遂で起訴されるが、スハに助けられる。
キム・ドンスク：キム・グァンギュ
ヘソンを国選弁護士に選抜した、マスコミが大好きな裁判官。
ソ・デソク：チョン・ドンファン  -（堀越富三郎）
ドヨンの父。元判事で、ヘソンの母チュンシムを家政婦として雇っていた。
ミン・ジュングク：チョン・ウンイン  -（仗桐安）
スハの父を殺し、ヘソンの証言によって服役。出所後、ヘソンへの復讐の機会を狙う。

## 賞とノミネート
| 年度 | 賞                         | カテゴリー                         | 受賞者                    | 結果       |
| ---- | -------------------------- | ---------------------------------- | ------------------------- | ---------- |
| 2013 | 第6回コリアドラマアワード  | 大賞                               | イ・ボヨン                | 受賞       |
| 2013 | 第6回コリアドラマアワード  | 最優秀ドラマ                       | 君の声が聞こえる          | ノミネート |
| 2013 | 第6回コリアドラマアワード  | 最優秀ディレクター                 | ジョ・スウォン            | 受賞       |
| 2013 | 第6回コリアドラマアワード  | トップエクセレントアワード俳優部門 | チョン・ウンイン          |            |
| 2013 | 第6回コリアドラマアワード  | 最優秀男性俳優賞                   | イ・ジョンソク            |            |
| 2013 | 第6回コリアドラマアワード  | 最優秀女性俳優賞                   | イ・ダヒ                  | ノミネート |
| 2013 | 第6回コリアドラマアワード  | 最優秀作家賞                       | パク・ヘリョン            |            |
| 2013 | 第6回コリアドラマアワード  | 最優秀新人女優賞                   | キム・ガウン              |            |
| 2013 | 第6回コリアドラマアワード  | ベストカップル賞                   | イ・ボヨン イ・ジョンソク | 受賞       |
| 2013 | 第2回APANスターアワード    | トップエクセレントアワード女優部門 | イ・ボヨン                | 受賞       |
| 2013 | 第2回APANスターアワード    | 最優秀俳優賞                       | イ・ジョンソク            | 受賞       |
| 2013 | 第2回APANスターアワード    | 演技俳優賞                         | チョン・ウンイン          | 受賞       |
| 2013 | 第2回APANスターアワード    | ベストカップル賞                   | イ・ボヨン イ・ジョンソク | 受賞       |
| 2013 | Mnet Asian Music Awards    | 最優秀OST賞                        | ジョンヨプ                | ノミネート |
| 2013 | 第21回大韓民国文化芸能大賞 | ドラマ部門男性最優秀演技賞         | イジョンソク              | 受賞       |
| 2013 | 第21回大韓民国文化芸能大賞 | 文化部門韓流大賞                   | イジョンソク              | 受賞       |
| 2013 | 第26回グリメ大賞           | 最優秀女性演技賞                   | イ・ボヨン                | 受賞       |
| 2013 | SBS演技大賞                | 大賞                               | イ・ボヨン                | 受賞       |
| 2013 | SBS演技大賞                | ミニシリーズ部門女性最優秀演技賞   | イ・ボヨン                | ノミネート |
| 2013 | SBS演技大賞                | ミニシリーズ部門女性優秀演技賞     | イ・ダヒ                  | ノミネート |
| 2013 | SBS演技大賞                | ミニシリーズ部門男性優秀演技賞     | イ・ジョンソク            | 受賞       |
| 2013 | SBS演技大賞                | ミニシリーズ部門男性優秀演技賞     | ユン・サンチョン          | ノミネート |
| 2013 | SBS演技大賞                | ミニシリーズ部門女性特別賞         | キム・ヘスク              | ノミネート |
| 2013 | SBS演技大賞                | ミニシリーズ部門男性特別賞         | チョン・ウンイン          | 受賞       |
| 2013 | SBS演技大賞                | ミニシリーズ部門男性特別賞         | キム・グァンギュ          | ノミネート |
| 2013 | SBS演技大賞                | 監督が選んだ俳優オブザイヤー       | イ・ボヨン                | 受賞       |
| 2013 | SBS演技大賞                | 10代スター賞                       | イ・ジョンソク            | 受賞       |
| 2013 | SBS演技大賞                | 10代スター賞                       | イ・ボヨン                | 受賞       |
| 2013 | SBS演技大賞                | 新人賞                             | イ・ダヒ                  | 受賞       |
| 2014 | 第50回百想芸術大賞         | 最優秀ドラマ賞                     | 君の声が聞こえる          | ノミネート |
| 2014 | 第50回百想芸術大賞         | 最優秀監督賞                       | ジョ・スウォン            | ノミネート |
| 2014 | 第50回百想芸術大賞         | 最優秀俳優賞                       | イ・ジョンソク            | ノミネート |
| 2014 | 第50回百想芸術大賞         | 最優秀女優賞                       | イ・ボヨン                | 受賞       |